# 2018年7月龙目岛地震
2018年7月龙目岛地震，是2018年7月29日发生于印度尼西亚西努沙登加拉省小巽他群岛龙目岛北部近海的一场地震，同时是2018年8月龙目岛地震的前震。該次地震震中位于东经116.28度，南纬8.28度。震中距西努沙登加拉首府马塔兰约60千米，距印尼首都雅加达约1100千米。地震震级为MW 6.4级、MS 6.5级，震源深度约为6.4千米。
美国地质调查局指出，本次地震是一场逆冲型地震，震中处于印度洋板块中部附近。在此次地震中，印度尼西亚中部地区震感强烈。在主震发生后，附近地域又有多次余震活动。当次地震在印尼全国造成至少17人死亡、335人受伤。

## 地质背景
印度尼西亚所处地质构造环境属岛弧俯冲型地震构造带，岛弧呈向西南突出的C字形展布。广义而言，印度尼西亚群岛位于印度洋板块和欧亚板块动力碰撞的影响区。但若详细分析，印度尼西亚群岛可被认为是四个板块碰撞的产物，即欧亚板块、太平洋板块、菲律宾板块和印度-澳洲板块。印度洋板块以约50~70mm/yr的速度向东北方向位移，与欧亚板块碰撞汇聚于班达弧，形成了巽他—爪哇海沟。并在爪哇和苏门答腊陆块之间形成了长达3000千米的断裂带和火山群。这使得印度尼西亚成为地震多发地区。刊载在《自然-地球科学》上的一组研究显示，延伸5500千米从缅甸到北澳大利亚的巽他大型逆冲区内的应力仍待释放，这加大了印尼群岛地区的地震危险性。
本次地震震中位于龙目岛，即接近印尼群岛南部巽他板块的构造边界的一个区域。由于龙目岛随巴厘岛、松巴哇岛等区域受印度-澳大利亚板块的俯冲，历史上该地区地震活动频繁、震害强度大，以浅源地震为主，历史地震发震深度在0至20千米之间。早年的学术研究结果显示，龙目岛区域由于处于弗洛雷斯弧后逆冲断层上。由区域层析成像研究推断出，印度-澳大利亚板块由此地区俯冲渗透到地幔过渡带区域，具有很强的地震趋势。除此之外，马塔兰大学电机工程学系教授泰提·祖巴达通过分析得出了龙目岛地区处于该附近地区的连续正负地磁异常的最强中心之间的结论，龙目岛地区因此也被列为世界地磁异常图第一版中八个最重要的地区之一。
除本次地震外，该地区附近曾还发生过1977年松巴岛地震、1979年巴厘岛地震、2004年印度洋大地震、2006年5月爪哇地震等多次灾害性地震。其中，2004年12月发生在印度洋东部的规模为MS 8.7级的大地震是这一海域有观测纪录以来发生的规模最大的地震，也是有史以来震级最高的地震之一。而1979年巴厘岛发生的6.4级地震引起了印度尼西亚地震学界对龙目岛地区的关注。有地震学家指出，印度洋东部洋域具备发生海啸的海洋深度较大、断层上下错动的要件，这一状况十分有利于巨大海啸的发生，因此该地域具有极高的地震海啸危险性。但据马塔兰大学灾害风险管理研究中心的艾柯·普拉乔科查阅史料，得出了龙目岛地区虽然地震风险极大，但因地震引发海啸的可能性不大的结论。
印度尼西亚属于地震多发国家，受地震灾害影响深重。有印尼建筑师在接受采访时表示，印尼民用建筑缺乏防震规划和管理是造成惨重伤亡的重要原因。他认为，“印尼目前没有法规要求人们建造抗震房屋，也没有多少建筑工人了解抗震建筑。对经济条件较差的农村村民而言，抗震建筑更是遥不可及。”

## 震災情况

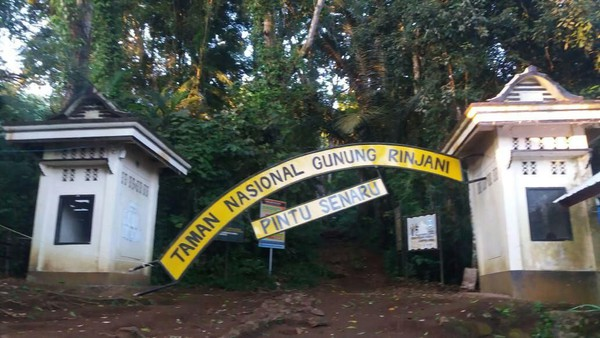
在本次地震中受损的林贾尼火山国家公园大门。

2018年龙目岛地震发生在印度尼西亚中部时间2018年7月29日6时47分，地震持续了15秒左右。地震震中位于人口稠密的旅游胜地龙目岛，约有6110.4万人感知到了此次地震，其中极震区人口达1.8万人。地震发生时正是当地的清晨时分，许多居民正处于睡梦之中。当地电视台报道称，人们在感知到地震后惊慌失措地逃离所在房屋。当地上千栋房屋被摧毁，许多灾区居民只能居住在临时避难所和临时帐篷中。由于担心余震发生，大多数人震后仍守在屋外。一位居住在彭卡克酒店的游客称，地震发生时，他所处酒店的游泳池中的水如海水一般掀起了一阵阵波浪。在龙目岛西部的一名旅客指，大幅度的震动持续了约三十秒，房屋梁柱嘎吱作响，水池内亦有水溢出。一位名叫的朱基夫里的北龙目居民心有余悸，他说，“地面摇晃得很厉害。我跟家人都吓坏了，慌忙跑到屋外。邻居也都跑到外面，电力也突然中断了”。据震中距约100千米的一位居民表示，行道树和交通标志晃动摇曳，很多路人惊慌奔逃。另有一名叫阿迪的村民为救出自己的儿子徒手翻开瓦砾直至救出儿子。此外，吉利群岛、巴厘岛等地也有震感报告。
印度尼西亚政府在地震发生当日最初宣布这次地震造成印度尼西亚全国至少14人死亡、至少160人受伤。随后死亡人数上升到17人。其中，龙目岛东部有11人死亡，龙目岛北部有4人遇难，林贾尼火山也有1名游客罹难。遇难者中最年长的超过60岁，最年幼的则仅有8岁。与此同时，地震亦造成335人受伤。龙目岛东部的伤者达343人， 当中233人重伤、120人轻伤。
受地震影响，位于龙目岛的林贾尼火山国家公园因山体滑坡临时关闭，多条热门登山路线中断，公园内的一座混凝土桥梁垮塌，公园管理方其后禁止任何人员登山。印尼政府官员指，截至7月30日，龙目岛火山上有560名旅客被困，其后这一数字增加到1090人。
地震致使震区电力和电话线路震后临时中断，灾区应急通信和能源供应受阻。印度尼西亚卫星公司等移动运营商的部分通信基站受到地震损坏，蜂窝网络系统出现异常。据印尼官方统计，截至7月31日，地震造成龙目岛和北龙目岛上13个居民点的10062名居民无家可归，共有5141名居民被撤离，至少有6237个家庭受到地震影响。震区计有1454幢房屋受损，22座教堂倒塌，1座桥梁垮塌，6家医院受到地震影响。龙目岛上有10所小学在地震中受损，共计有66个教室严重受损、42个教室轻微受损。

## 观测研究
| 各国地震机构测定的2018年龙目岛地震参数                       | 各国地震机构测定的2018年龙目岛地震参数    | 各国地震机构测定的2018年龙目岛地震参数 | 各国地震机构测定的2018年龙目岛地震参数 | 各国地震机构测定的2018年龙目岛地震参数 | 各国地震机构测定的2018年龙目岛地震参数 | 各国地震机构测定的2018年龙目岛地震参数 |
| 参数                                                         | 机构                                      | 机构                                   | 机构                                   | 机构                                   | 机构                                   | 机构                                   |
| 参数                                                         | USGS                                      | CENC                                   | BMKG                                   | EMSC                                   | GFZ                                    | PAH                                    |
| ------------------------------------------------------------ | ----------------------------------------- | -------------------------------------- | -------------------------------------- | -------------------------------------- | -------------------------------------- | -------------------------------------- |
| 震中                                                         | 8°16′26″S 116°29′28″E / 8.274°S 116.491°E | 8°29′S 116°32′E / 8.49°S 116.53°E      | 8°24′S 116°30′E / 8.4°S 116.5°E        | 8°20′S 116°29′E / 8.34°S 116.48°E      | 8°10′S 116°24′E / 8.16°S 116.40°E      | 8°19′S 116°24′E / 8.31°S 116.40°E      |
| 震级                                                         | MW 6.4 Mb 6.2 Ms 6.4                      | Ms 6.5                                 | ML 6.4                                 | MW 6.4                                 | MW 6.5                                 | Ms 6.3 Mb 6.2                          |
| 深度                                                         | 6.4千米                                   | 10千米                                 | 10千米                                 | 10千米                                 | 13千米                                 | 10千米                                 |
| USGSCENCBMKGEMSCGFZPAHKMA 各国地震机构测定的本次地震震中位置 |                                           |                                        |                                        |                                        |                                        |                                        |

印度尼西亚气象、气候和地球物理局起初认为本次地震的震级为里氏6.4级，震源深度24千米。该局其后将震源深度修正为10千米。印尼有关当局并未就本次地震发布海啸预警。印度尼西亚气象、气候和地球物理局在北龙目县观测到了最大烈度为印尼地震烈度表3(III)度（折合麦加利地震烈度V-VI度），在西龙目县、东龙目县、马塔兰、松巴哇县、西松巴哇县观测到了印尼地震烈度表2(II)度（折合麦加利地震烈度IV度），并在登巴萨、库塔、努沙杜瓦、卡朗阿森县和新加拉惹监测到印尼地震烈度表2(II)度（折合麦加利地震烈度III-IV度）的地震动。印度尼西亚气象、气候和地球物理局专家阿古斯表示，“对震源机制的分析表明，本次地震是逆冲断层内的岩石变形引致的。”
中国地震台网早先在自动速报中指出本次地震面波震级6.6级，震源深度10千米。其后则在正式速报中测定本次地震的规模为面波震级6.5级，震源深度10千米。中国地震台网估计本次地震震中处于南纬8.49度、东经116.53度的龙目岛东北部陆域上。中国国家海洋局海啸预警中心在地震发生9分钟后发布了海啸信息，认为该次地震可能会在震源周围引发局地海啸，但不会对中国沿岸造成影响。国家海洋局海啸预警中心其后证实本次地震没有引发海啸。
美国地质调查局测定本次地震的规模为矩震级6.4级、体波震级6.2级、面波震级6.4级，震源深度6.4千米，并测算该次地震的最大烈度为麦加利地震烈度8(VIII)度。美国地质调查局在本次地震的互联网地震强度调查中获知了最大烈度达麦加利地震烈度5(V)度的震感感知报告，随后将该烈度上调至6(VI)度。美方将南纬8.274度、东经116.491度的龙目岛北部海岸地区定为本次地震的震中。
据欧洲和地中海地震中心测定，本次地震规模为矩震级6.4级，震源深度10千米，震中附近最大烈度为欧洲宏观地震度量5(V)度。该中心认为这次地震震中位于南纬8.34度、东经116.48度的龙目岛北部山地上。亥姆霍兹德国地球科学研究中心推定指，此次地震规模为矩震级6.5级，震源深度13千米。德国地球科学研究中心同时测定本次地震震中位于南纬8.16度、东经116.40度的龙目岛北部近海海域。俄罗斯科学院地球物理研究所的54个地震台站记录到了这场地震，据该所推算称，是次地震的规模达面波震级6.3级、体波震级6.2级，震源深度10千米，最大烈度至多可达梅德韦杰夫·施蓬霍伊尔·卡尔尼克地震烈度表9度。
本次地震的余震活动较为频繁，印度尼西亚气象、气候和地球物理局共计监测到余震276次，其中规模最大的一次为里氏5.7级。该局其后在震区部署便携式数字地震仪开展余震观测。欧洲和地中海地震中心、俄罗斯科学院地震研究所也观测到活跃的余震活动，两所机构分别观测到4次和31次余震。据当地媒体报道，接连不断的余震加剧了震区居民的恐慌情绪，印尼气象部门呼吁居民对余震做好充分准备。印度尼西亚气象、气候和地球物理局预计余震将持续数天甚至数周，但该局认为当地后续不太可能发生更大规模的地震。印尼国家灾害管理局信息数据和公共关系中心负责人表示，“余震发生在5至10公里的深度范围内，震源较浅，且余震活动正趋于平缓。”

韩国气象厅发布的2018年龙目岛地震震中[63]。
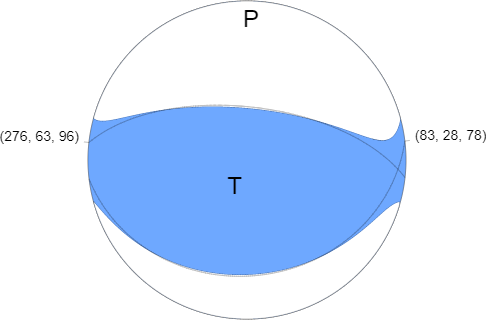
美国地质调查局发布的2018年龙目岛地震震源机制解。
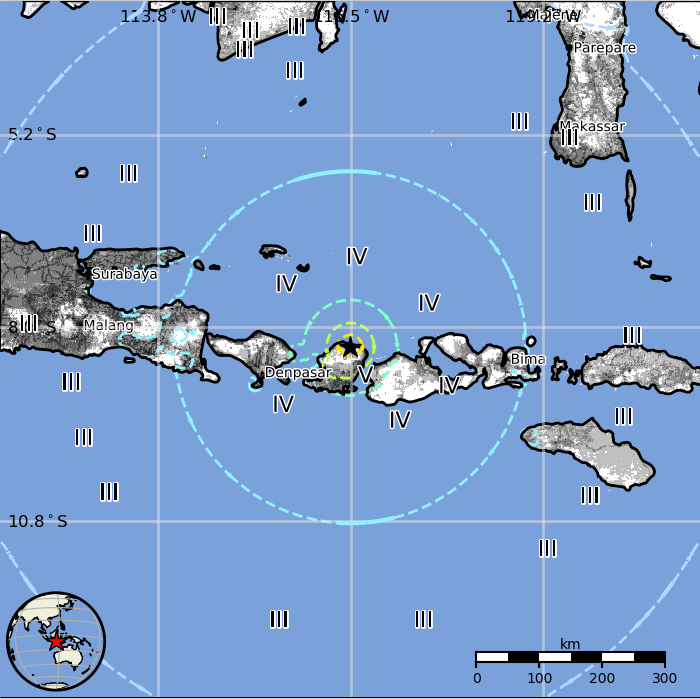
美国地质调查局发布的2018年龙目岛地震等震线图。该局将本次地震的全球地震响应快速评估（英语：PAGER）经济损失警报和人员伤亡警报级别定为黄色[13]。

## 震后响应
印度尼西亚减灾机构发言人苏托波·普沃·努格罗霍在推特上称，许多建筑物在本次地震中遭到破坏，并附上了几张灾区倒塌房屋的照片。地震发生当晚，印度尼西亚旅游部对本次地震遇难人员表示深切哀悼，并确认除龙目岛外的其他景区均处于安全状态，龙目岛国际机场运行正常。印度尼西亚总统佐科·维多多下令要求西努沙登加拉省省长穆罕默德·扎努尔·马季迪对灾区展开救援行动。随后，穆罕默德访问了灾区，慰问了一些遇难者家属，并宣布西努沙登加拉省进入三天紧急情况。其后，印尼政府宣布受灾地区进入为期两周的紧急状态，中爪哇省则宣布进入为期14天的紧急救援状态。
地震发生后，震区各中小学校全部停课，灾区共1042名学生受到停课影响。印尼政府向灾区调集了大量救援物资，印尼军方、警方和其他部门人员向灾区集结，有关当局同时向震后转移安置的灾民发放每日10000印尼盾的救济金。印度尼西亚国家灾害管理局共向灾区调配了50顶单人型救灾帐篷、100顶家庭型救灾帐篷、100台发电机组、500个床垫、1500件家庭用品包、1500套儿童应急装备和25000份即食食品。矿泉水、配菜、担架和医疗设备等救灾物资也被运往灾区。印度尼西亚能源和矿产资源部地质调查局派出了应急响应小组前往震区开展地震现场工作，对灾区地质断层情况进行考察。巴厘岛红十字会也宣布派出数名医疗专家和志愿者前往灾区进行医疗救援。另外，印度尼西亚国家电力公司派员在数个小时内解决了电力供应问题。
印度尼西亚国家搜救局派出3架直升机和244名救援人员进入林贾尼火山国家公园进行搜救工作。印度尼西亚国家搜救局马塔兰搜救办公室亦集结了包括学生组织和社会搜救力量在内的41名救援人员投入震灾应急救援工作。负责地震搜救的印度尼西亚搜救小组称，救援人员共将公园内的1091名登山客转移至安全地带，其中包括723名外国人和368名印尼本国公民。
印尼政府震后对房屋受损的灾民启动了资金援助工作，印度尼西亚国家灾害管理局向灾区下拨了7.5亿印尼盾的即用救灾基金。国家灾害管理局承诺向住宅毁损严重的家庭提供5000万印尼盾（2018年印尼盾，约合4202美元）的紧急援助，其他有房屋受损的居民亦能获得每户1000万印尼盾（2018年印尼盾，约合840美元）的补助。
印度尼西亚外交部表示将积极协助遗失护照的外国游客补办有关手续。多国驻印尼使领馆亦启动了领事保护工作。有旅游业者自发向受困游客提供免费临时住所。 中国驻登巴萨总领事馆确认，滞留林贾尼火山上的7名中国公民状况良好，预计将很快进行撤离工作。据中国中央电视台8月1日报道，包括该7名游客在内的16名被困中国游客已于31日成功获救。马来西亚方面称，有18名马来西亚旅客的旅行计划受到本次地震影响，其中有1名旅客被证实遇难。

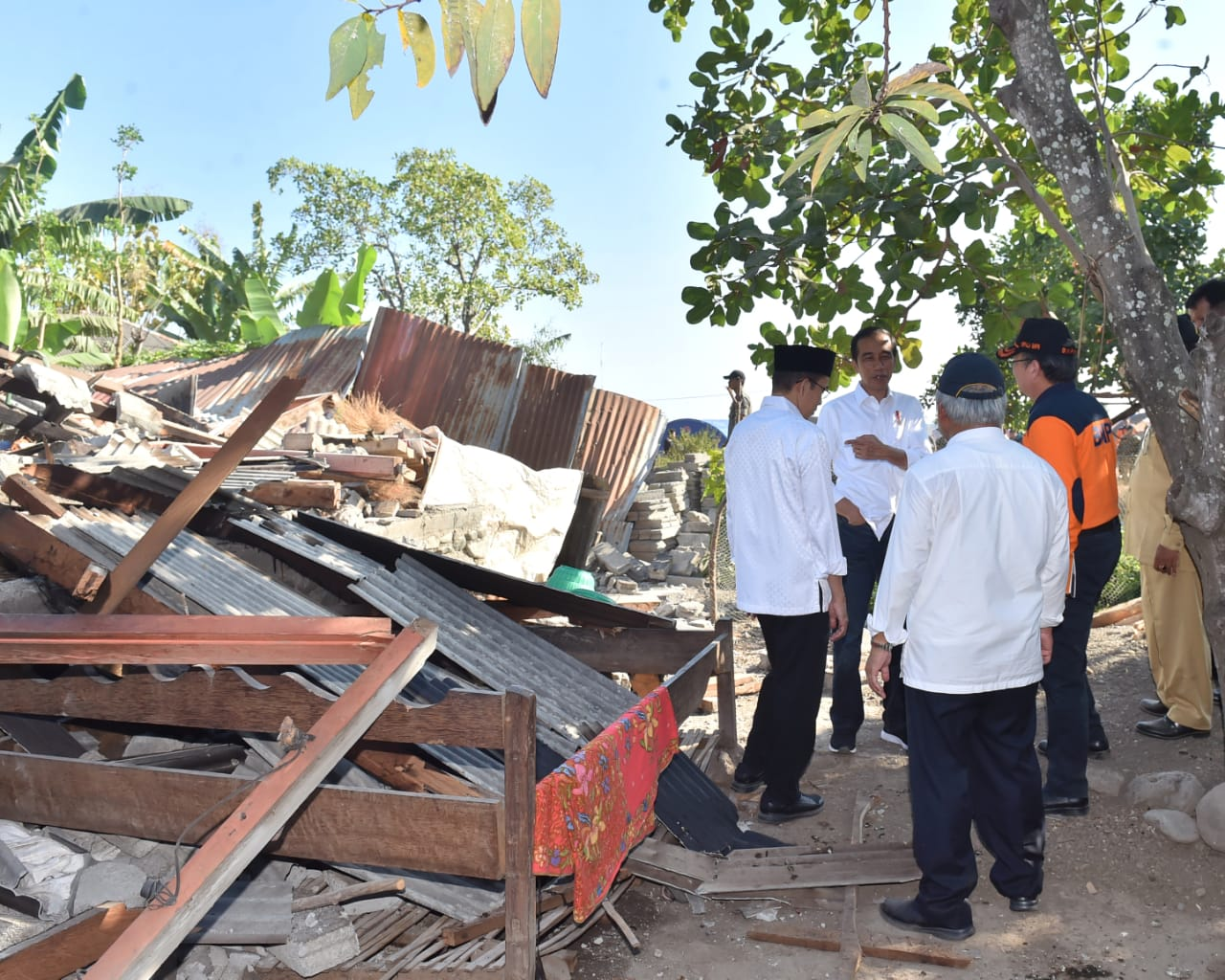
印度尼西亚总统佐科·维多多视察灾区。
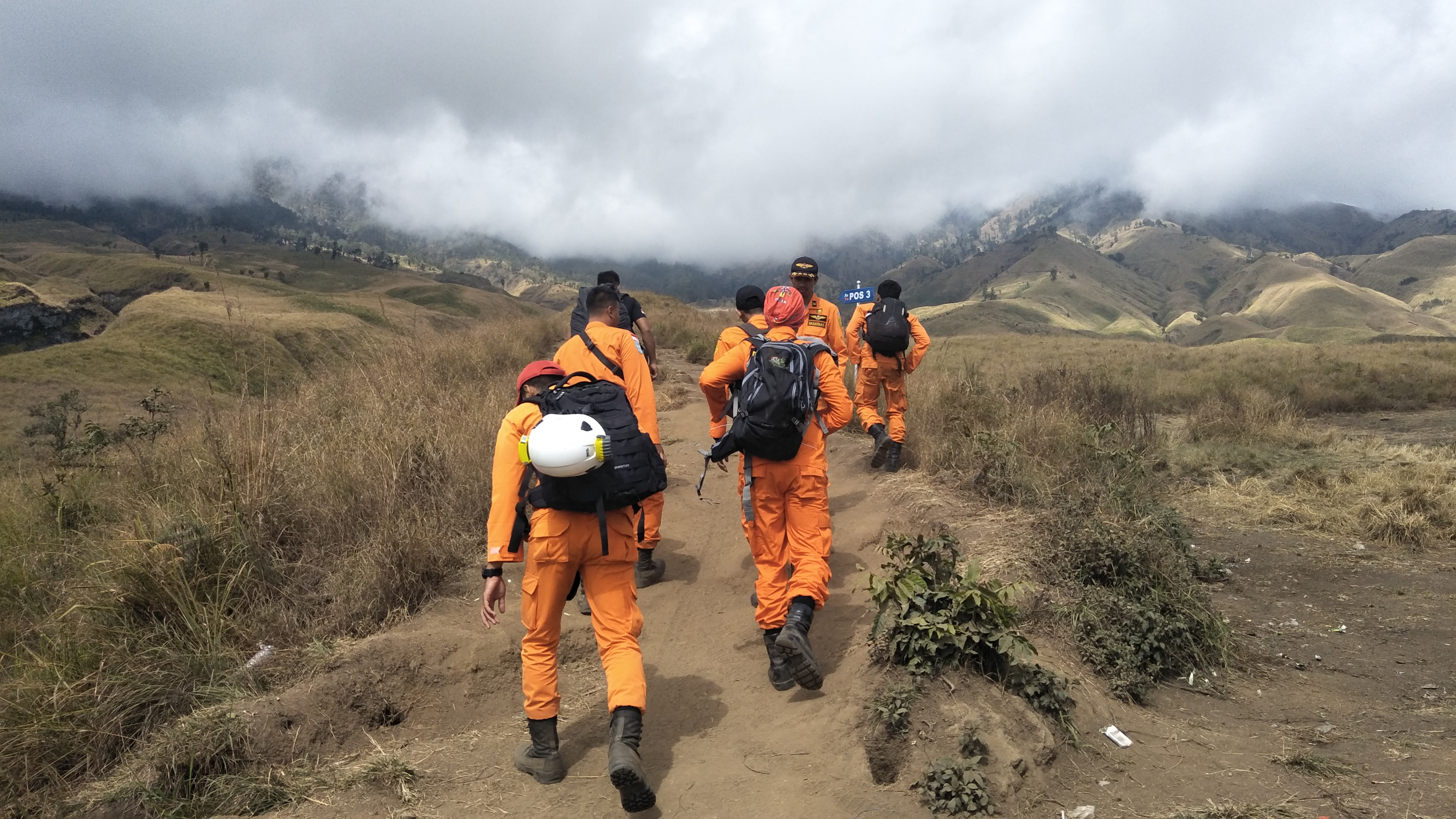
正在林贾尼火山国家公园（英语：Mount Rinjani National Park）进行搜救工作的印度尼西亚国家搜救局救援人员。
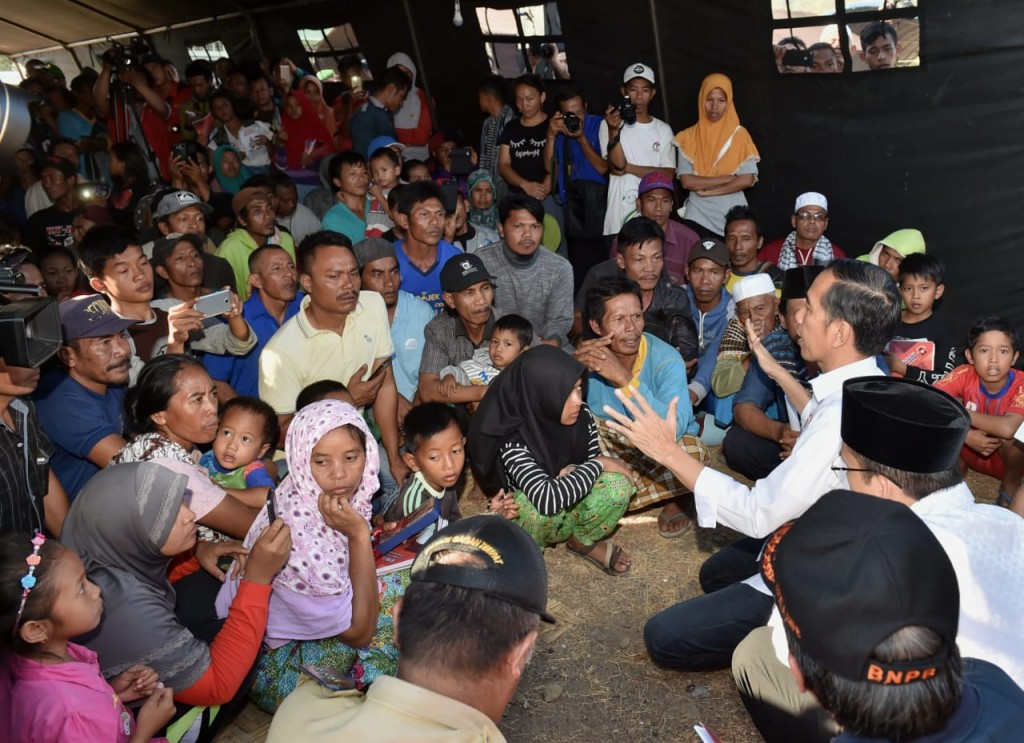
印度尼西亚总统佐科·维多多与避难者。
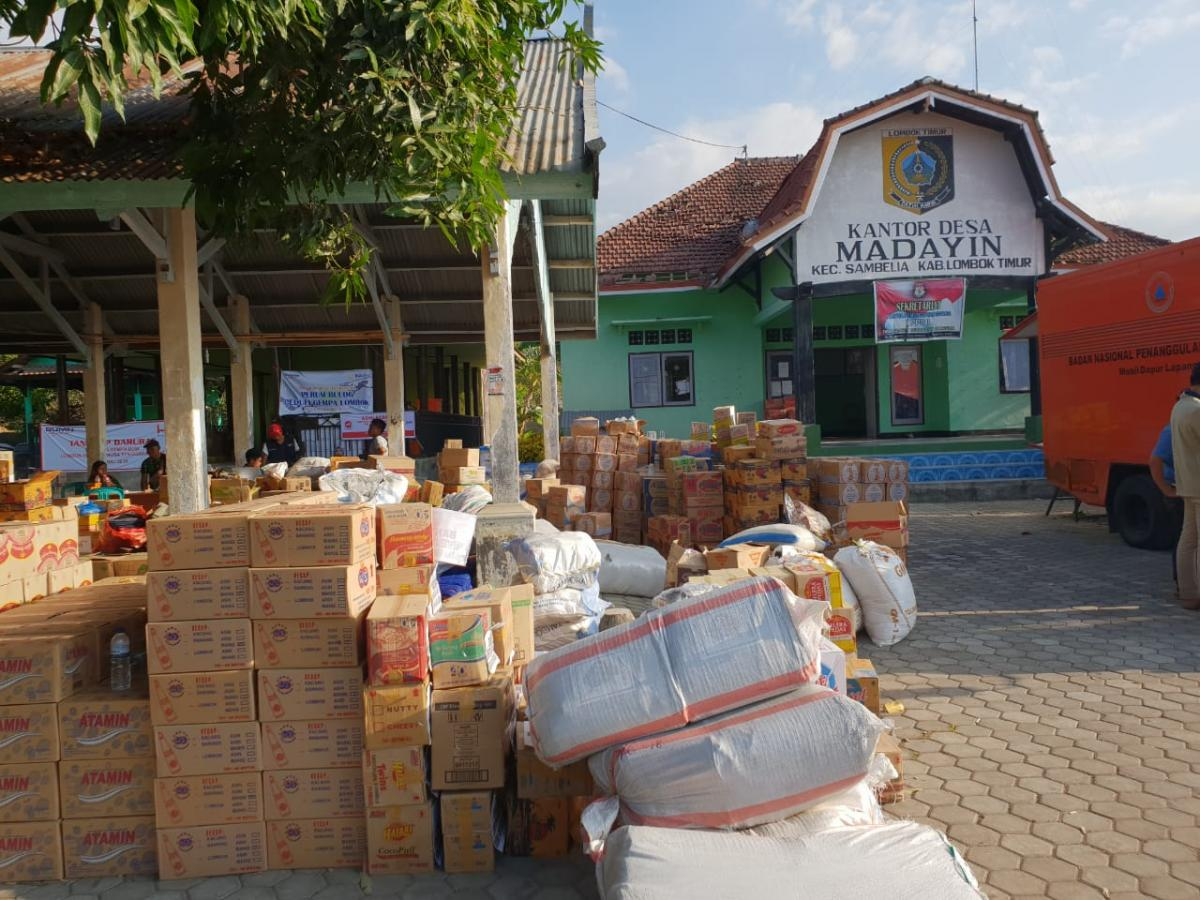
灾区收到的食物援助。
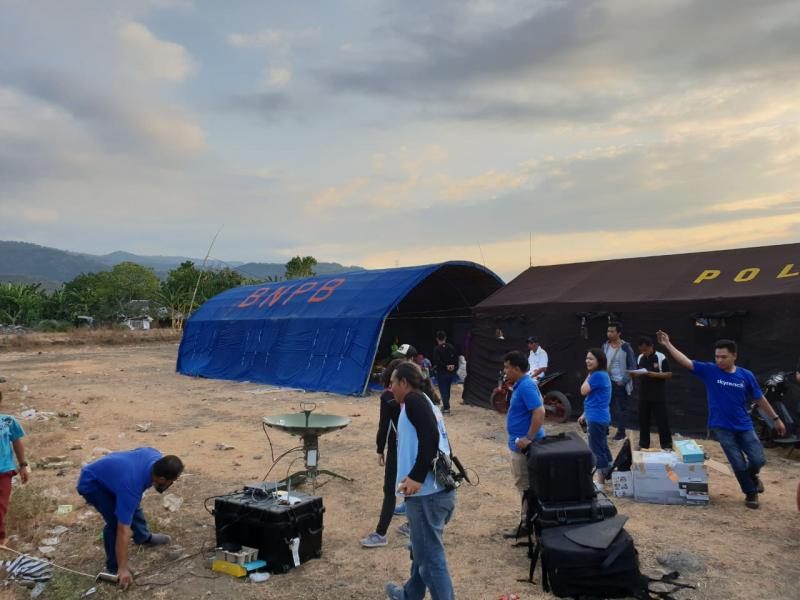
在灾区搭建的灾民临时安置帐篷。

## 主震
2018年8月5日和19日，印度尼西亚西努沙登加拉省小巽他群岛龙目岛北部接连发生2次强烈地震。这两次地震震级均为MW 6.9级。这两次地震均是2018年7月龙目岛地震的主震。